# Valira
La Valira est une rivière pyrénéenne, affluent droit du Sègre et sous-affluent de l'Èbre ; elle collecte les eaux de la principauté d'Andorre.

## Toponymie
La Valira fait partie des quelques noms de rivière à être féminin dans la toponymie catalane (aux côtés, entre autres, de la Muga, de la Noguera Pallaresa, de la Noguera Ribagorzana ou encore de la Têt). Cette particularité est encore plus remarquable à l'échelle de l'Andorre où les autres cours d'eau sont masculins et désignés en tant que riu (par exemple : riu d'Enclar, riu de Segudet). Le caractère féminin du toponyme est d'ailleurs bien reconnu par la Gran Enciclopèdia Catalana ou encore la Nomenclàtor oficial de toponímia major de Catalunya de l'Institut Cartogràfic i Geològic de Catalunya. Toutefois, la forme masculine el Valira est parfois utilisée dans les paroisses basses d'Andorre (Andorre-la-Vieille, Sant Julià de Lòria) ainsi que dans l'Alt Urgell. La commission de toponymie d'Andorre (comissió de Toponímia d'Andorra) a de fait décidé de reconnaître la validité de la forme féminine mais également de la forme masculine.
Dans son Onomasticon Cataloniae, le linguiste Joan Coromines propose une origine latine à Valira qu'il fait dériver de Valeria, forme féminine de l'anthroponyme romain Valerius. Il fait également remarquer qu'il est commun en toponymie catalane qu'un hydronyme dérive d'un anthroponyme. Une origine pré-romane bascoïde ou ibérique est pour lui totalement à exclure.

## Hydrographie

### Configuration générale

Carte des bassins hydrographiques de l'Andorre :
Valira del Nord
Valira d'Orient
Gran Valira
Ariège
Riu de la Llosa

La Valira arrose la plus grande partie de l'Andorre, à l'exception notable de la solana d'Andorre, qui se trouve sur le versant de l'Ariège et d'une petite partie de la paroisse d'Escaldes-Engordany (bassin du riu de la Llosa). La totalité de ses affluents ont leur source en Andorre hormis le riu d'Os qui naît en territoire espagnol (périclave de Os de Civís).
La Valira a la forme globale d'un « Y ». Les bras supérieurs sont constitués par la Valira del Nord et la Valira d'Orient. Celles-ci se réunissent dans la commune d'Escaldes-Engordany, à partir de laquelle, le cours d'eau prend le nom de Gran Valira.

### Valira del Nord
La Valira del Nord est également parfois dénommée Valira de La Massana, d'Ordino ou encore ribera de Ordino. 
Selon la liste des principales rivières d'Andorre, telle qu'établie par l'Institut d'Estudis Andorrans, la Valira del Nord naît à hauteur de El Serrat (à une altitude de 1 495 m) par la confluence du riu de Tristaina (issu notamment des estanys de Tristaina au nord-ouest de l'Andorre) et du riu de Rialb (recevant les eaux de la vallée de Sorteny).
Son trajet est approximativement une diagonale se dirigeant vers le centre du pays et longue de 14,5 km. Le cours d'eau traverse les villages d'El Serrat, Les Salines, Llorts, Arans, La Cortinada, Ansalonga, Ordino, La Massana, Anyós et Engordany. 
En rive droite, les principaux affluents sont le riu d'Arinsal et le riu de l'Angonella. En rive gauche, les affluents sont plus modestes et on pourra citer le riu de l'Ensegur et le riu de Segudet.

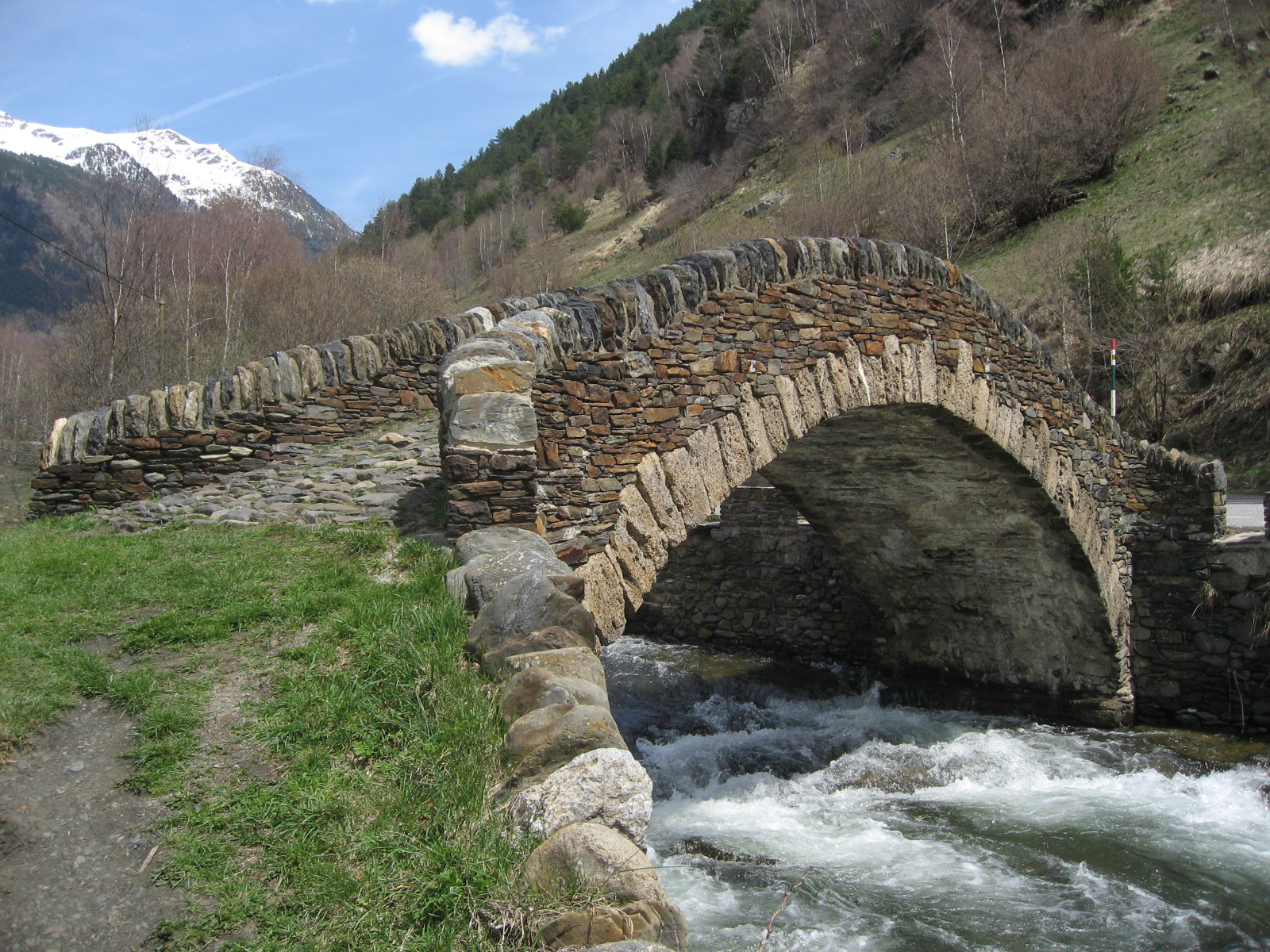
Le pont d'Ordino enjambant la Valira del Nord près de La Cortinada.
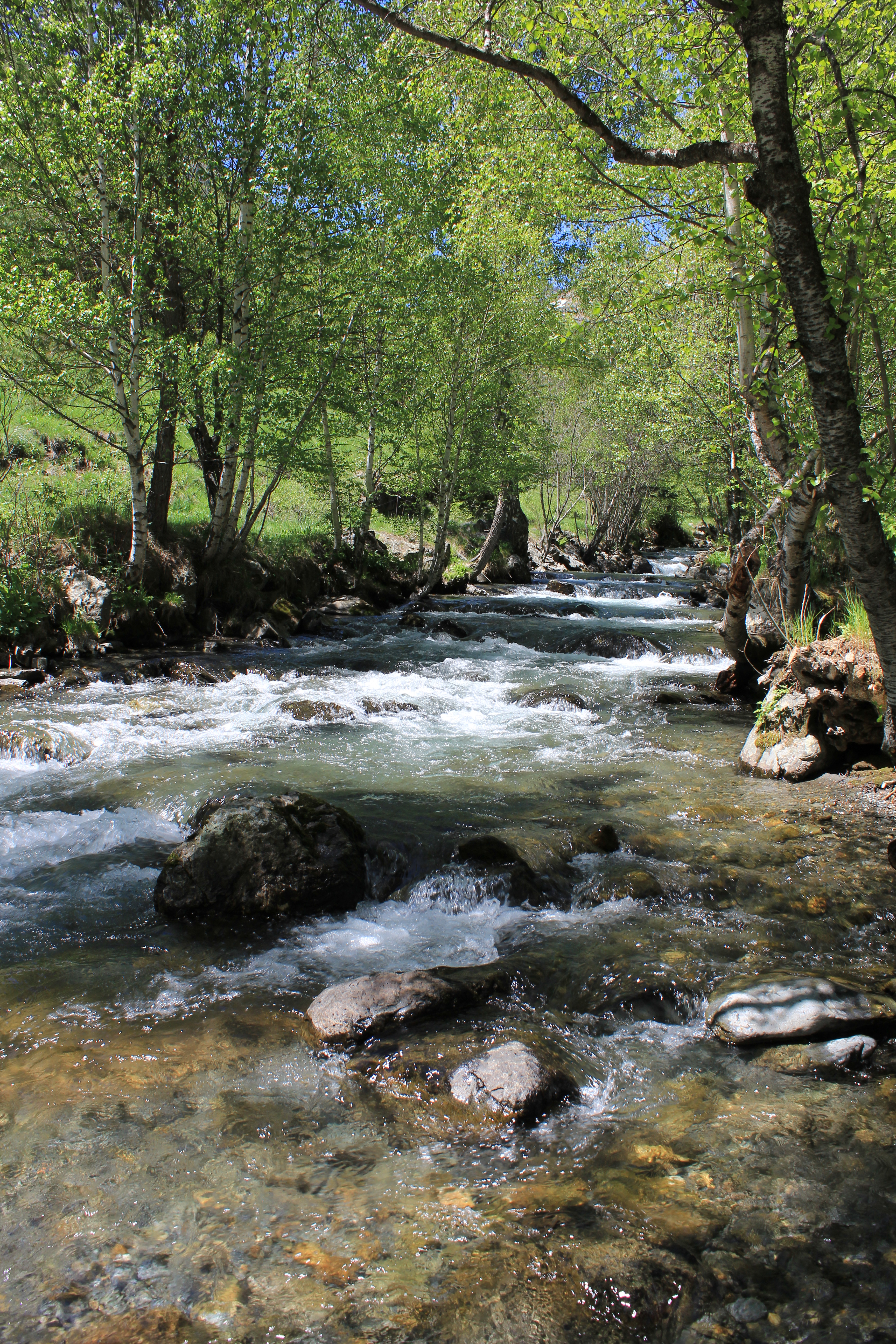
La Valira del Nord à Ordino.
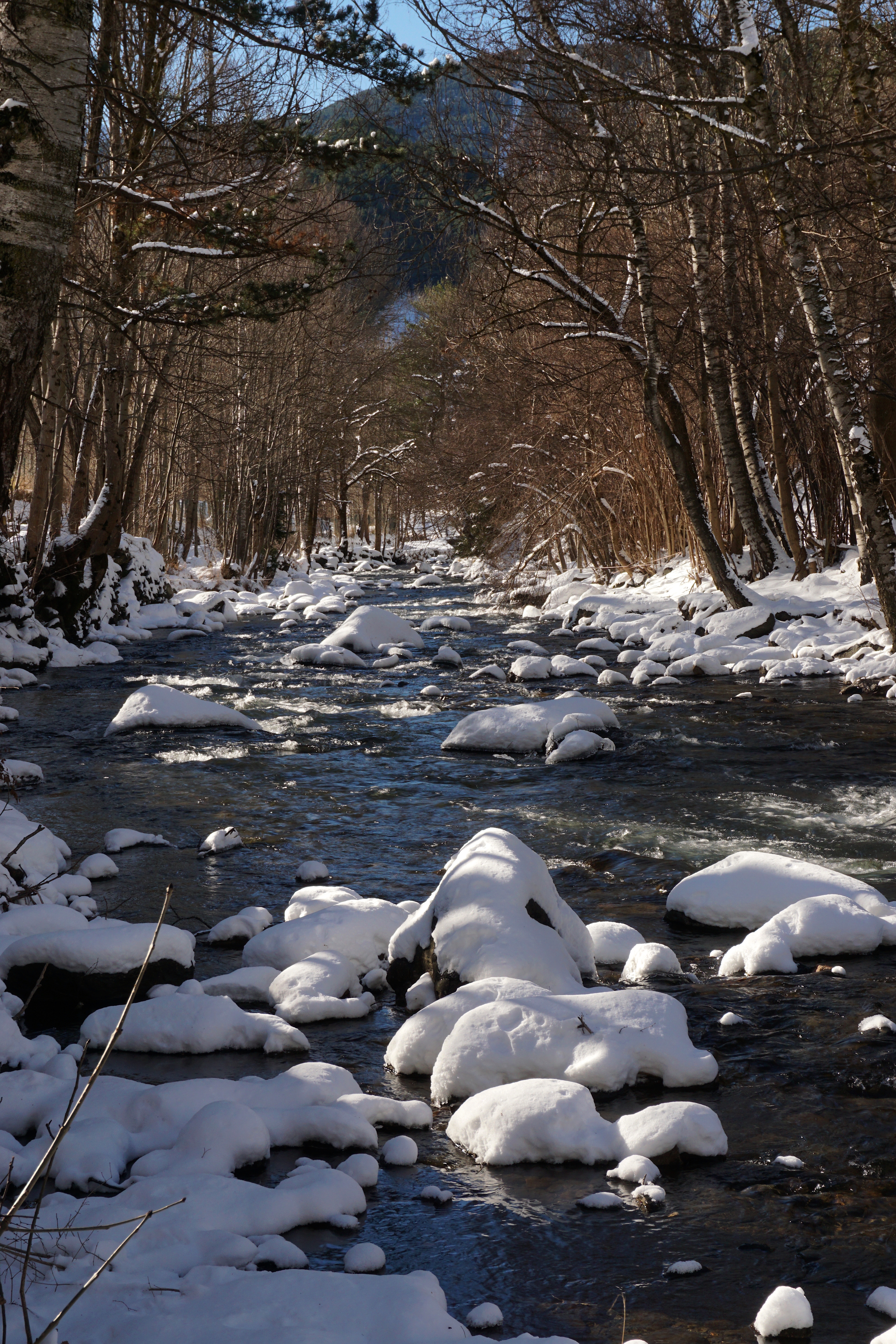
La Valira del Nord en hiver, également à Ordino.

### Valira d'Orient
La Valira d'Orient, aussi nommée Valira d'Encamp, de Canillo ou de Soldeu naît à la sortie du cirque des Pessons (au nord-est du pays, dans la paroisse d'Encamp) de par la réunion du riu dels Pessons et du riu dels Colells,.
D'une longueur de 24 km, elle traverse ensuite les villages de Soldeu, El Tarter, L'Aldosa, El Vilar, Canillo, Molleres, Les Bons, Encamp et Escaldes,. 
Son principal affluent en rive gauche est le riu Madriu (qui draine les eaux de la vallée du Madriu-Perafita-Claror). En rive droite, on signalera notamment le riu d'Incles et le riu de la Coma.

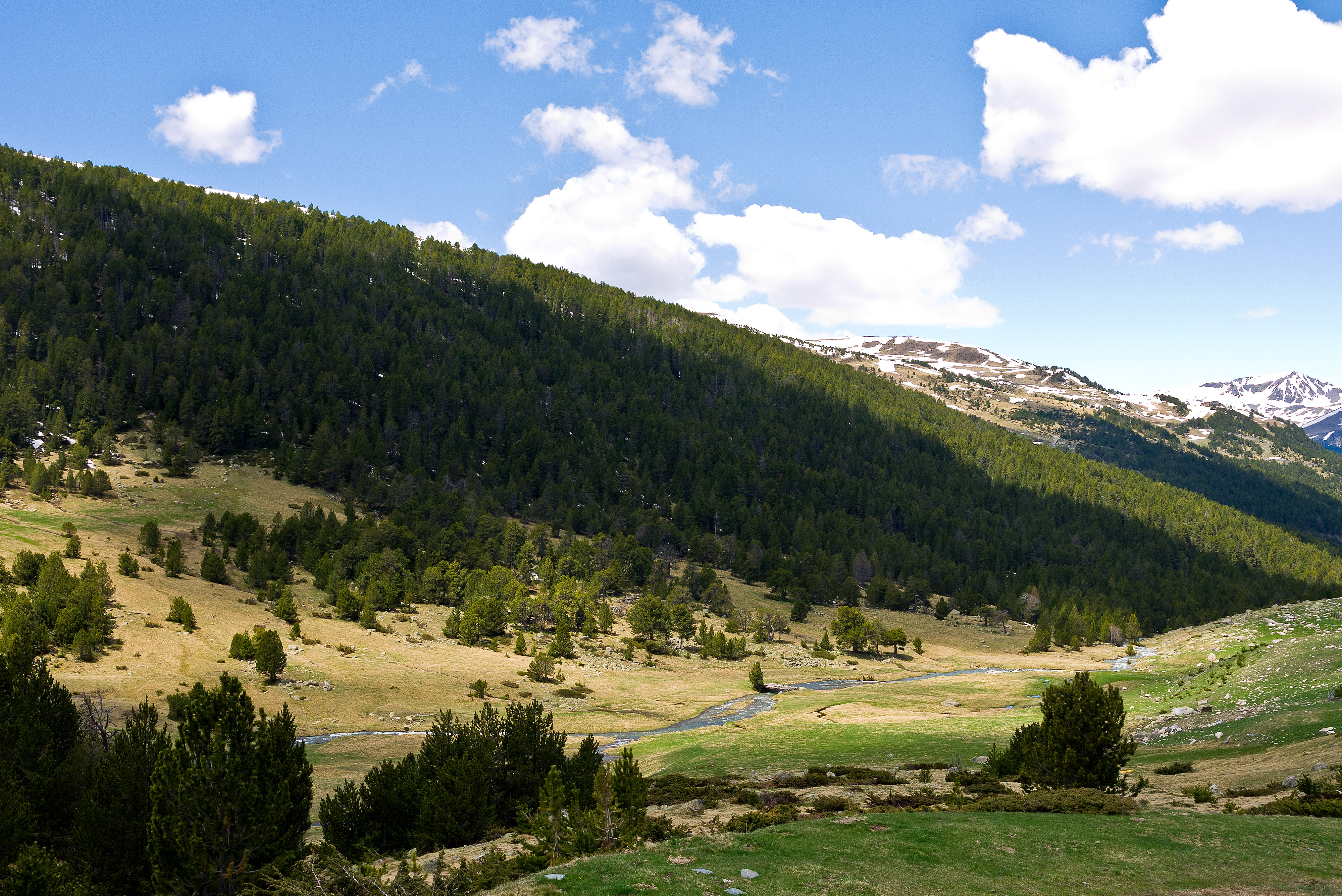
La Valira d'Orient à Grau Roig, à proximité de sa naissance.
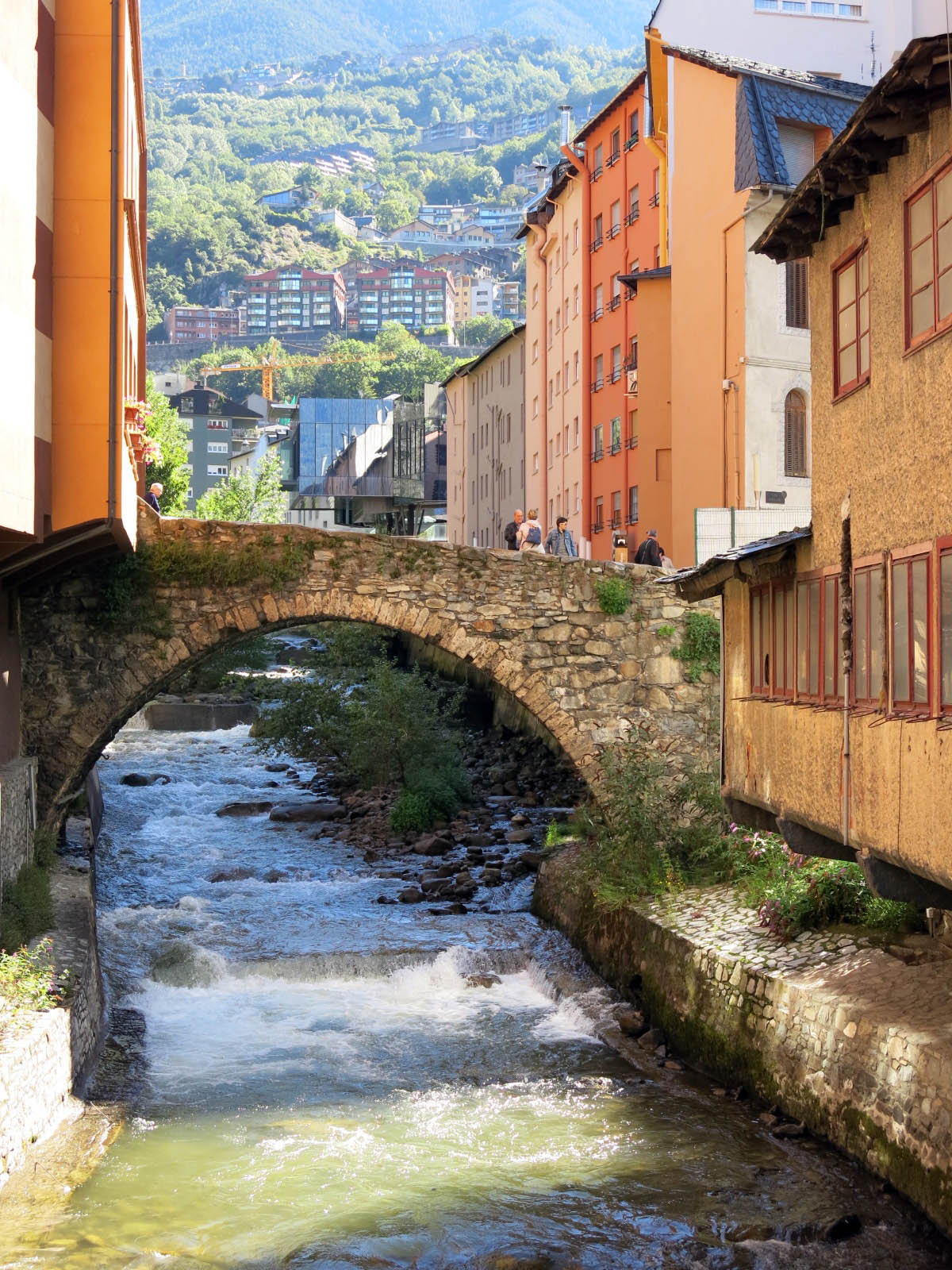
La Valira d'Orient à Escaldes-Engordany enjambée par le pont dels Escalls.

### Gran Valira
La Gran Valira naît de la confluence des deux précédentes à Escaldes-Engordany. Elle arrose Andorre-la-Vieille, Santa Coloma, La Margineda, Aixovall et Sant Julià de Lòria. Elle est longée par la route nationale conduisant en Espagne. Passé la frontière espagnole, elle reçoit à sa gauche les eaux de son principal affluent, le riu Runer. La confluence avec le Sègre se produit aux environs de La Seu d'Urgell en Espagne.

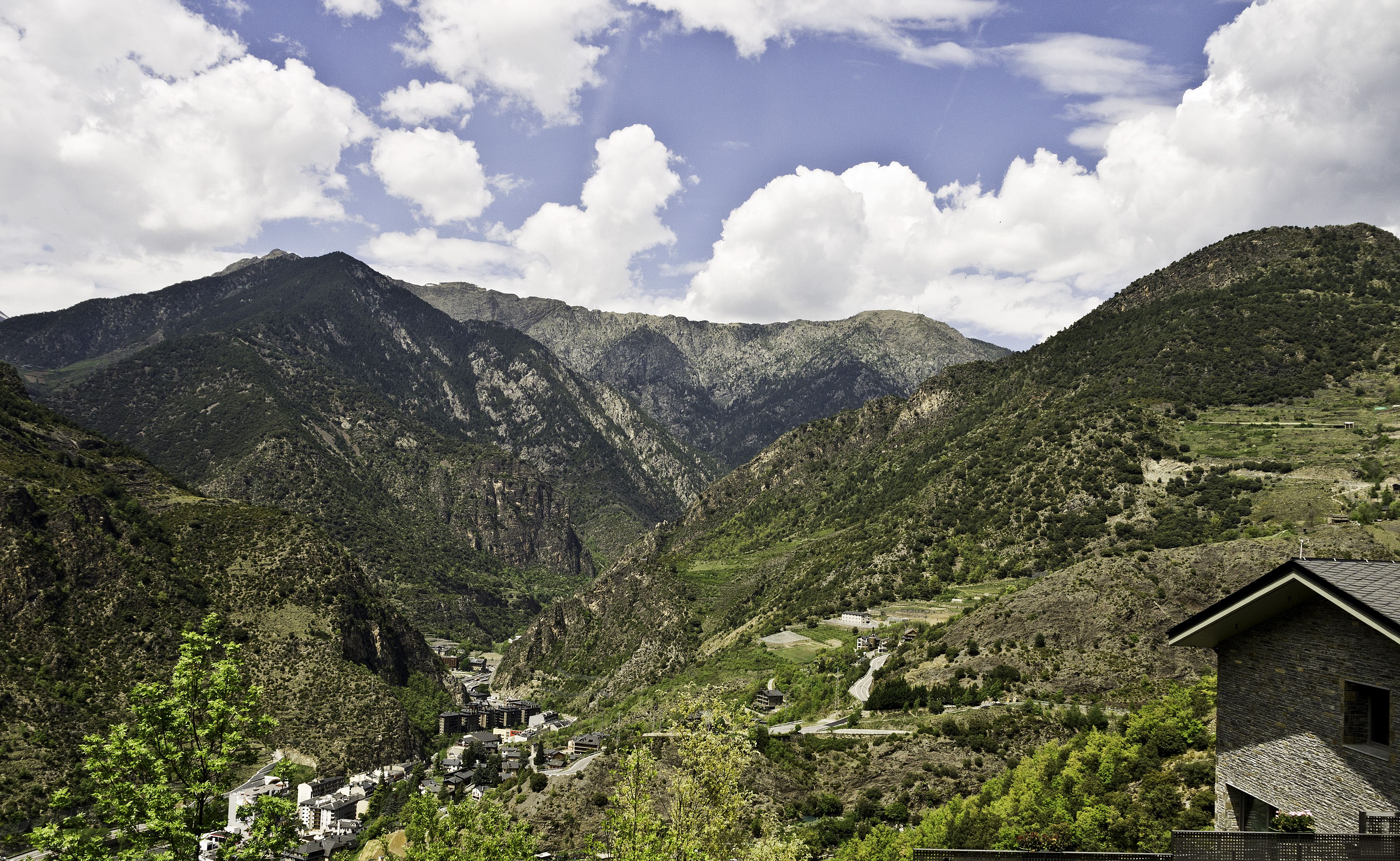
Vue de la vallée de la Gran Valira et de la ville de Sant Julià de Lòria.

## Hydrologie
Deux stations hydrologiques permettent d'obtenir des informations quant au débit de la Valira sur le territoire andorran. La station du Pont dels Escalls renseigne sur le débit de la Valira del Nord immédiatement en amont de la confluence avec la Valira d'Orient ; tandis que la station de Borda Sabater permet d'évaluer le débit de la Gran Valira à environ 1 km en amont de la frontière entre l'Andorre et l'Espagne.
Le débit moyen inter-annuel de la Valira del Nord est de l'ordre de 5 m3/s et celui de la Gran Valira est approximativement de 8 m3/s. En territoire espanol, cette valeur est de 9,4 m3/s à La Seu d'Urgell. Il existe toutefois une variabilité inter-annuelle importante.
Outre les variations inter-annuelles, il existe de très nettes variations liées à la saisonnalité. Que ce soit au niveau de la Valira del Nord ou de la Valira d'Orient, les débits sont les plus élevés au printemps avec un pic lors des mois de mai et juin. Le débit diminue ensuite progressivement au cours de l'été et les valeurs les plus basses sont généralement atteintes en hiver, pendant les mois de décembre et janvier. Cette alternance annuelle unique  de hautes et de basses eaux est typique du régime nival, la fonte des neiges accumulées au cours de l'hiver étant responsable des débits printaniers élevés. Il existe d'ailleurs sur la Valira del Nord une totale décorrélation entre les débits mensuels mesurés et les précipitations s'abattant sur le bassin versant au cours du même mois. Au niveau de la Gran Valira, une très légère corrélation entre précipitations et débit est toutefois observée sur les mois d'été, ce qui dénote une tendance mineure au régime nivo-pluvial. La transition vers le régime nivo-pluvial est plus nette encore à hauteur de La Seu d'Urgell.
Lors d'épisodes de dégel intense et/ou lors de fortes précipitations, des débits très importants ont été observés au niveau de la Gran Valira. Le record historique à Borda Sabater a ainsi été enregistré le 3 novembre 2015 avec un débit de 142 m3/s. En avril 2018, un débit de 58 m3/s a également été mesuré sur ce site. Toutefois, la Valira a probablement connu des débits encore plus importants lors des épisodes de crues (aiguats) de 1937 et 1982,.

### Crues historiques
Les vallées de la Valira ont connu au cours du XXe siècle plusieurs épisodes de crues exceptionnelles et destructrices dénommés localement aiguats. Ces aiguats s'inscrivent dans le cadre de phénomènes météorologiques de type épisode méditerranéen à l'origine de précipitations très intenses concentrées sur une courte période (inférieure à 3 jours) et sur une petite superficie.
Du 26 au 28 octobre 1937, un épisode pluvieux automnal intense fait déborder le cours de la Valira d'Orient. En aval de l'Andorre, le débit du Sègre est multiplié par vingt tandis qu'il est avancé des débits moyens à Ransol (Valira d'Orient) de l'ordre de 100 m3/s (contre une moyenne annuelle de l'ordre de 3 m3/s) avec des pointes à 1 200 m3/s. Malgré l'ampleur de la crue, aucune perte humaine n'est à déplorer et les dégâts sont très modérés du fait de la faible urbanisation de l'Andorre à cette époque. Seules quelques maisons sont détruites à Encamp (au lieu dit La Mosquera) et à Escaldes, construites trop près du lit fluvial majeur sans mesures adéquates de protection. En revanche, l'inondation des vallées entraîne des pertes agricoles. Cette crue a toutefois amené le quart d'Escaldes à construire des endiguements sur la Valira d'Orient, notamment en aval du noyau historique jusqu'au confluent avec la Valira del Nord. De même, la paroisse d'Encamp avec l'aide financière de la France fait ériger des murs de 3 à 4 mètres de hauteur en regard de la zone sinistrée et procède à un redressement du cours de la Valira d'Orient pour le rendre plus rectiligne.
La crue la plus importante, en termes d'ampleur, de dégâts et d'impact sur les politiques d'aménagement du territoire a toutefois eu lieu en novembre 1982. De très fortes précipitations s'abattent sur la principauté du 6 au 8 novembre (151 mm pour la journée du 7 novembre à Ransol ; et probablement plus de 200 mm le même jour sur le massif du Coma Pedrosa).

## Écologie
La Valira et ses nombreux affluents, lacs et retenues, accueillent entre autres spécimens de la faune pyrénéenne la truite fario, la truite saumonée et la loutre.

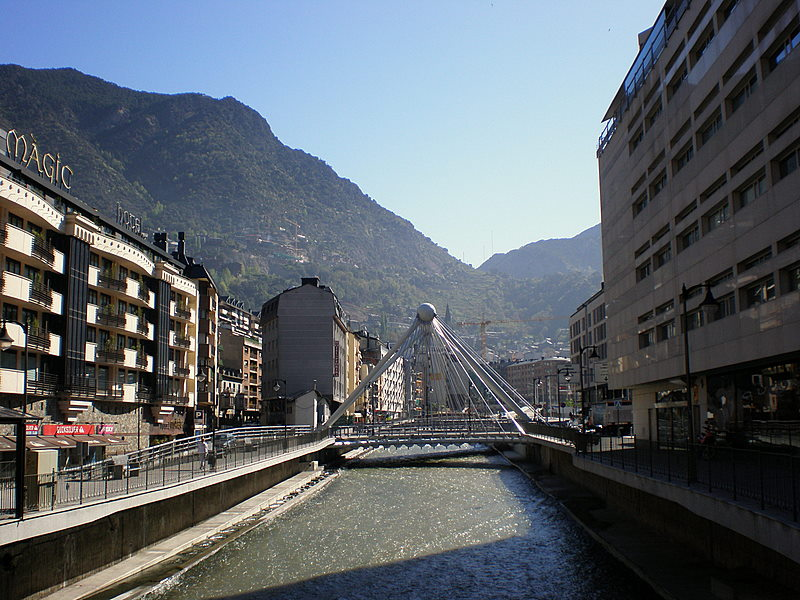
La rivière Valira s'écoule sous le Pont de Paris d'Andorre-la-Vieille.

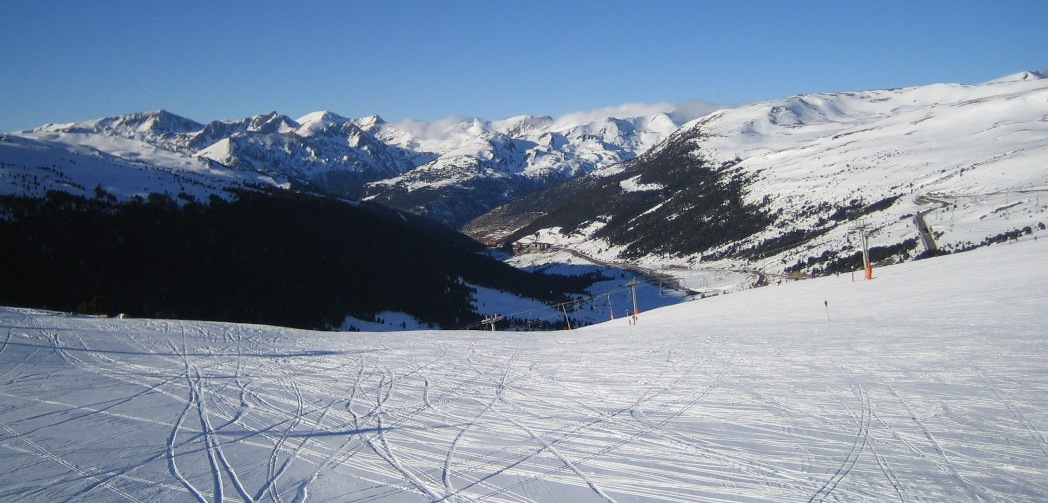
Vue hivernale de la vallée de la Valira (Grau Roig, en regardant vers Soldeu).